# Braian Galván
Braian Alejandro Galván (San Miguel de Tucumán, 6 ottobre 2000) è un calciatore argentino, centrocampista del Panserraïkos.

## Caratteristiche tecniche
È un esterno destro.

## Carriera
Cresciuto nel settore giovanile del Colón (SF), ha esordito in prima squadra il 10 dicembre 2017 disputando l'incontro di Primera División perso 2-0 contro il Talleres (C).
Nel gennaio del 2025 si è trasferito in Grecia al Panserraïkos.

## Statistiche
Statistiche aggiornate al 9 dicembre 2019.

### Presenze e reti nei club
| Stagione        | Squadra         | Campionato      | Campionato | Campionato | Coppe nazionali | Coppe nazionali | Coppe nazionali | Coppe continentali | Coppe continentali | Coppe continentali | Altre coppe | Altre coppe | Altre coppe | Totale | Totale | Totale |
| Stagione        | Squadra         | Comp            | Pres       | Reti       | Comp            | Pres            | Reti            | Comp               | Pres               | Reti               | Comp        | Pres        | Reti        | Pres   | Reti   |        |
| --------------- | --------------- | --------------- | ---------- | ---------- | --------------- | --------------- | --------------- | ------------------ | ------------------ | ------------------ | ----------- | ----------- | ----------- | ------ | ------ | ------ |
| 2017-2018       | Colón (SF)      | PD              | 1          | 0          | CA              | 0               | 0               |                    | -                  | -                  |             | -           | -           | 1      | 0      |        |
| 2018-2019       | Colón (SF)      | PD              | 3          | 0          | CA+CdL          | 1+0             | 0               | CS                 | 0                  | 0                  |             | -           | -           | 4      | 0      |        |
| 2019-2020       | Colón (SF)      | PD              | 3          | 0          | CA+CdL          | 0               | 0               |                    | -                  | -                  |             | -           | -           | 3      | 0      |        |
| Totale carriera | Totale carriera | Totale carriera | 7          | 0          |                 | 1               | 0               |                    | 0                  | 0                  |             | -           | -           | 8      | 0      |        |